# Blastoidea
Blastoïden (Blastoidea) zijn een klasse van gesteelde dieren die behoren tot de stekelhuidigen en de onderstam Crinozoa. Alle vertegenwoordigers zijn alleen bekend als fossiel en zijn al lange tijd uitgestorven. Ze verschenen samen met veel andere stekelhuidigen voor het eerst in het Ordovicium en bereiken hun grootste diversiteit in het Mississippien van het Carboon. Blastoïden zouden echter al in het Cambrium kunnen zijn ontstaan. Blastoïden leefden voort tot hun uitsterven aan het eind van het Perm, ongeveer 250 miljoen jaar geleden. Hoewel ze nooit zo divers zijn geweest als hun hedendaagse verwanten, de crinoïden, zijn blastoïden veel voorkomende fossielen, vooral in veel gesteenten uit het Mississippien.

## Beschrijving
De blastoïden leefden van het Ordovicium tot het Perm en stierven meer dan 280 miljoen jaar geleden uit. De soorten hadden een 1¾ tot 2½ cm groot bekervormig lichaam met een aan de basis verbonden korte steel. Elke beker bestond uit 13 symmetrisch gerangschikte plaatjes, die waren bezet met 5 bladvormige ambulacraalgroeven. Binnen in de beker leefde het dier.
Net als de meeste stekelhuidigen werden blastoïden beschermd door een aantal in elkaar grijpende platen van calciumcarbonaat, die het hoofdlichaam of theca vormden. Tijdens het leven was de theca van een typische blastoïde bevestigd aan een steel of kolom die bestond uit gestapelde schijfvormige platen. Het andere uiteinde van de kolom was met een houvast aan de oceaanbodem bevestigd, net als bij de gesteelde crinoïden. De steel was meestal relatief kort en bij sommige soorten zelfs afwezig, waarbij de houvast direct aan de basis van de theca vastzat.
De mond bevond zich op de bovenkant van de theca. Vanuit het midden straalden vijf voedselgroeven, of ambulacra, als bloemblaadjes. Elk ambulacrum had veel lange dunne fijne structuren die brachiolen werden genoemd en die werden gebruikt om voedseldeeltjes op te vangen en naar de mond te brengen. Brachiolen waren delicate structuren en zijn in fossielen meestal niet op hun plaats bewaard gebleven. Een serie van vijf spirakelplaten omringde de stervormige mond, die de anus, mond en ingangen naar een set van vijf complexe, gevouwen ademhalingsorganen, bekend als hydrospiralen, omvatte. Deze spirakels verhinderden vermenging van de verschillende vloeistoffen. Afval werd verwijderd via de anispirakel, een opening gevormd door het samensmelten van de anus en aangrenzende spiracles.
Net als crinoïden waren blastoïden hoog gesteelde suspensievoeders (die zich voornamelijk voedden met planktonische organismen) die leefden in heldere tot zachte, matig geagiteerde oceaanwateren van het plat tot het bekken. Het voedselverzamelsysteem van blastoïden bestond uit verschillende soorten ambulacra. Het voedsel kwam de brachiolaire ambulacra binnen, werd via de brachiolaire put naar de zijambulacra overgebracht, vervolgens naar de hoofdambulacra (mediane ambulacra) gebracht en kwam uiteindelijk in de mond terecht. Elk van deze ambulacra was bedekt met dekplaten. De dekplaten van de brachiolaire groef waren beweegbaar en konden open gaan, zodat er voedsel in kon komen, of dicht gaan als dat nodig was. Andere dekplaten kunnen ook beweegbaar zijn geweest.

## Taxonomie
Blastoïden worden verondersteld te zijn geëvolueerd uit de cystoïden. Blastoïden zijn onderverdeeld in twee orden: Fissiculata, die gekenmerkt worden door directe toegang tot de individuele hydrospiralen via spleten; en Spiraculata, die gekenmerkt worden door indirecte toegang tot de hydrospiralen via kanalen door middel van poriën. De vroegste blastoïde die tot nu toe is gevonden, Macurdablastus uit het Midden-Ordovicium van Tennessee, kan bij geen van beide groepen worden ingedeeld.

## Geslachten
- Codaster
- Pentremites